# つぼ美屋
つぼ美屋（つぼみや）は、万屋をルーツとして徳島県徳島市元町にあった百貨店を運営していた企業。

## 歴史
1924年（大正13年）に津保岩太郎が徳島市西横町で万屋を創業したのが始まりである。
1942年（昭和17年）に企業整備例により休業した後、1947年（昭和22年）5月5日に「有限会社つぼや呉服店」を設立して事業を再開し、1949年（昭和24年）8月5日に資本金240万円で「株式会社つぼ美屋」を設立して婦人服地販売に参入した。
1960年（昭和35年）8月に「つぼ美興業有限会社」を設立して婦人洋品雑貨部を独立させ、1962年（昭和37年）4月に鳴門市に鳴門営業所を開設した。
1964年（昭和39年）3月に百貨店となって同年4月に新社屋が竣工し、丸新百貨店に次ぐ地区2番手の業容を持つ百貨店となった。
1970年（昭和45年）2月に大阪府茨木市に茨木店を開店し、1973年（昭和48年）7月に本店を改装した。
1971年（昭和46年）6月18日にダイエー徳島店が開店したため、徳島駅前通りに面した約660m2の敷地に系列の「つぼみ不動産」が地下2階地上8階一部12階建て・延べ床面積約7,300m2の新館を建設して、1974年（昭和49年）に店舗を約5,614m2から約10,727m2へ増床し、約2倍に拡大することでダイエーとの競合に対処した。
また、同年8月10日に三越と商品提携した。
1982年（昭和57年）に改装した。
1983年（昭和58年）10月1日に国鉄（現在：JR）徳島駅前に当時四国最大の百貨店として「徳島そごう」が店舗面積約19,500m2で開業したが、同店は専門店街や約670台収容の大規模な駐車場を併設したワンストップショッピングを可能な複合施設として開業当初から計画を上回る売上を上げた。
その影響で丸新百貨店と共に不振に追い込まれてしまう。
1986年（昭和61年）7月にニチイと提携した。
つぼ美屋百貨店跡を改装して1987年（昭和62年）4月20日にニチイ（マイカル）が運営する「徳島ビブレ21」が開業したが、明石海峡大橋の開通の影響などで売上高がピークとなった1991年（平成3年）の半分以下に落ち込んだことから、1999年（平成11年）4月11日に閉店した。
2001年（平成13年）10月12日に複合商業ビル「ラスタ徳島」がオープンしたが、2003年（平成15年）1月27日に閉店した。
店舗跡は2005年（平成17年）にノヴィルが取得したが、地震などによる損壊の危険性を避けるため2012年（平成24年）9月から解体された。
1995年（平成7年）3月22日には丸新百貨店も閉店し、そごう徳島店は徳島市内で唯一の百貨店となったが、2020年（令和2年）8月31日に閉店したため、徳島県は山形県（2020年（令和2年）1月26日に大沼 が閉店）とともに百貨店（協会加盟店舗）のない県となった。

## かつて存在した支店・事業所
- 茨木店（大阪府茨木市永代町3丁目茨木市駅前茨木ビル内[29]、1970年（昭和45年）2月開店[2]）
- 鳴門営業所（徳島県鳴門市撫養町南浜字東浜71[5]鳴門駅前・鶴屋百貨店内[6]、1962年（昭和37年）4月開店[6]）
- つぼみスーパー（徳島県徳島市元町1-7[30]、1962年（昭和37年）7月20日[31]）

店舗面積約547m2。
- つぼみスーパー北店（徳島県徳島市中前川町4-26[32]、1961年（昭和36年）[32]）

店舗面積約330m2。
- つぼみストアー（徳島県徳島市福島2-22[33]、1967年（昭和42年）[30]）

店舗面積約1,320m2。
- つぼみボウル（徳島県徳島市福島2[34]）

## 過去に存在した関連会社
- 株式会社つぼみスーパーマーケット → 津保商事株式会社（徳島県徳島市元町1-10[35]、1962年（昭和37年）3月1日設立[36]、資本金600万円[36][35]、スーパーマーケット[36]、売上高約22億5000万円[37]）

食品売上比率95％のスーパーマーケット（1店舗、売場面積約547m2）。
- 有限会社つぼや呉服店（徳島県徳島市元町1-16[1]、1947年（昭和22年）5月5日設立[1]、資本金1000万円[1]、呉服小売業[1]、売上高約1億4500万円[1]）
- つぼ美興業有限会社（徳島県徳島市元町1-10[38]、1960年（昭和35年）8月1日設立[38]、資本金200万円[38]、婦人洋品雑貨[4]・食堂[38]・喫茶[38]）
- つぼみ不動産株式会社（徳島県徳島市元町2-10[39]、1961年（昭和36年）3月15日設立[39]、資本金500万円[39]、不動産業[35]・ボウリング場運営[39]）